# Sergej Tsjavajn
Sergej Tsjavajn (Mari: Сергей Чавайн; 6 oktober 1888, Maly Karamas - 11 november 1937, Josjkar-Ola), was een Mari dichter en (toneel)schrijver. Hij werd gezien als de grondlegger van de Mari Literatuur en is bekend om zijn toneelstuk "Akpatir" en zijn roman "Elnet".

## Leven en Werk
Tsjavajns gedicht "Kennis is sterker dan God" (Joemo detsj joe patyr) dat in 1908 in de Mari kalender verschenen was, werd lange tijd beschouwd als het eerste Maritalige literaire werk. Na verder onderzoek bleek dat Tsjavajn al eerder, in 1905, een gedicht heeft geschreven genaamd "De grove" (Oto). Tsjavajn schreef ook "Over het vroegere leven van de Mari" (Mari kalykyn tosjto godso ilysjyzje) in 1908 en tijdens de revolutie schreef hij de komedie "De wilde eend" (Kajyk loedo). 
In 1932 ontmoette Tsjavajn de Oedmoertse schrijver Koezebaj Gerd in Izjevsk om te spreken over de toekomst en het doen herleven van hun volken.
Tsjavajns werken zijn gevuld met thema's over de moedertaal, tradities en nationale geschiedenis en wekken een nationaal gevoel op. Over zijn eigen werk zegt Tsjavajn in 1935 het volgende: 
In mijn hart ontvlamde het vuur van creativiteit, niet voor persoonlijke roem, maar voor een gelukkige toekomst voor mijn volk. Vanuit het diepst van mijn ziel wens ik mijn volk een gelukkig leven. Het verdriet en vreugde van mijn volk zijn mijn eigen verdriet en vreugde. Ik heb nooit geprobeerd om me van het volk af te scheiden. Alles wat in mijn werk goed en nobel is, komt voort uit mijn liefde voor het werkende Mari volk en de hoop om hem bij een zo snel mogelijke afbouw van het socialisme behulpzaam te kunnen zijn.
Rond deze tijd behoort Tsjavajn tot een van de meest gelezen Mari schrijvers.
Zijn bekendste werken zijn het Drama Akpatir (1935) en zijn roman "Elnet" (1936-1937). Akpatir is een historisch Drama dat zich afspeelt tijdens de Poegatsjov-opstand. De held van het verhaal, Akpatir, was een aanvoerder van de Mari opstandelingen en een voorbeeld voor zijn onderdrukte volk. In het verhaal wordt ook het leven in een Mari dorp in de 19e eeuw omschreven. 
Elnet is een afspiegeling van Tsjavajns jeugd en speelt zich af aan de oever van de rivier de Elnet tussen 1914 en 1917. Verwonden in het verhaal van de twee hoofdpersonen Sakar en Grigor wordt het leven van de Mari beeldrijk beschreven. 
Tsjavajn was slachtoffer van de Grote Zuivering en is op 11 november, 1937 geëxecuteerd. Na het twintigste partijcongres in 1956 werd hij gerehabiliteerd en werden zijn werken opnieuw uitgegeven en werden enkele hiervan vertaald naar het Russisch. In ere van Tsjavajn is een straatnaam in Josjkar-Ola naar hem vernoemd en in zijn geboorteplaats staat een standbeeld van hem en is een museum naar hem vernoemd.

## Werken
- "Oto" (De grove; 1905)
- "Joemo detsj joe patyr" (Kennis is sterker dan God; 1908)
- "Mari kalykyn tosjto godso ilysjyzje" (Over het vroegere leven van de Mari; 1908)
- "Kajyk loedo" (De wilde eend; 1912)
- "Akpatir" (1935)
- "Elnet" (1936-1937)